# Acaia (regione storica)
L'Acaia (in greco antico: Ἀχαΐα?, Achaia) era (ed è) la regione più settentrionale del Peloponneso nell'antica Grecia e corrisponde approssimativamente all'odierna unità periferica greca dell'Acaia. Con l'eccezione della pianura situata nell'area dove sorgeva la città di Dime, l'Acaia è una regione prevalentemente montuosa.
L'antica Acaia occupava la striscia di costa a nord dell'Arcadia: i suoi confini approssimativi erano a sud il Monte Erimanto, a sud-est il Monte Cillene, ad est Sicione e a sud il fiume Larisso.

## Nome
Il nome dell'Acaia ha una storia piuttosto contorta. Nell'Iliade, Omero utilizza la denominazione Achei come termine generico per tutti i Greci; al contrario, non menziona una regione distinta avente questo nome, mentre chiama "Egialo" la parte della Grecia che in seguito fu chiamata con questo nome.
Sia Erodoto che Pausania raccontano la leggenda secondo la quale la tribù degli Achei fu cacciata dall'Argolide da parte Dori durante la leggendaria invasione dorica del Peloponneso. Perciò gli Achei costrinsero gli Egialiani (meglio conosciuti come Ioni) a lasciare la loro terra. Gli Ioni si rifugiarono temporaneamente ad Atene e l'Egialo divenne noto come Acaia.
Probabilmente è per questo motivo che la regione conosciuta come Acaia nell'età classica non corrisponde a quella di Omero.
Sotto i Romani, l'Acaia era una provincia che copriva gran parte della Grecia centro-meridionale. Questa è l'Acaia nominata nel Nuovo Testamento (ad esempio, Atti degli Apostoli 18:12 e 19:21; Lettera ai Romani 15:26 e 16:5). In ogni caso Pausania, scrivendo nel II secolo d.C., dedica uno dei libri della sua Periegesi della Grecia all'antica regione dell'Acaia, affermando che il nome, almeno localmente, manteneva il significato del periodo classico.
Il nome Acaia in seguito fu usato anche per uno stato crociato, il Principato d'Acaia (1205-1432), che comprendeva tutto il Peloponneso, cioè una regione molto simile a quella della provincia romana.
La moderna prefettura greca dell'Acaia è in gran parte basata sull'antica regione storica.

## Preistoria
I dolmen e i cromlech rinvenuti nell'area dell'Acaia testimoniano la presenza di insediamenti umani nel neolitico. Inoltre, in alcune camere tombali megalitiche della regione sono state ritrovate asce e spade di selce fabbricate a partire da materiali come quarzo od ossidiana. Infine, nel sito archeologico di Anteia sono stati rinvenuti dei cocci di vasi di alabastro del tredicesimo secolo a.C.

## Storia

L'antico Peloponneso (mappa interattiva).

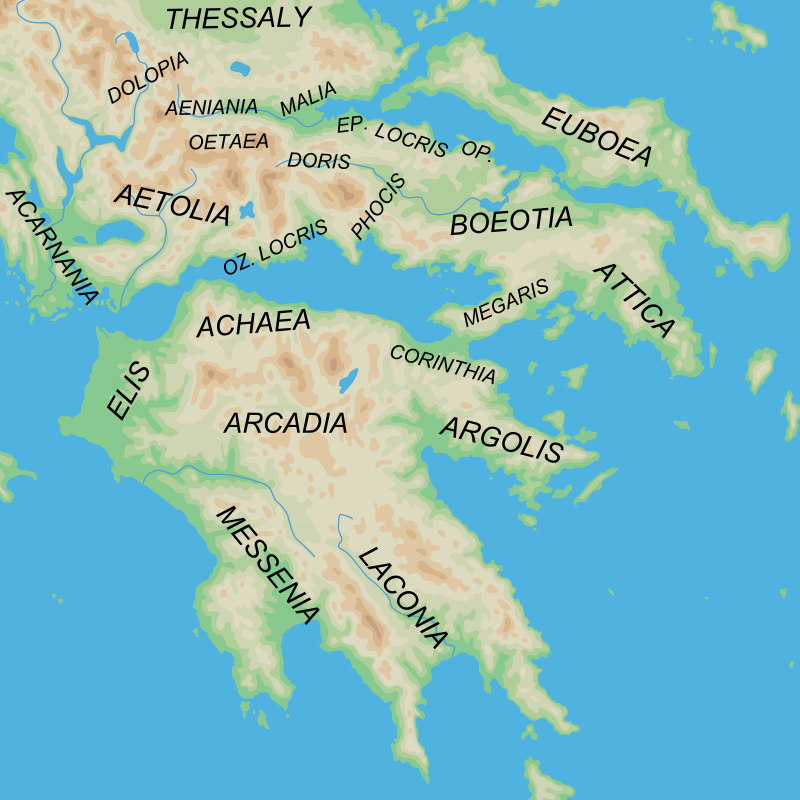
Mappa che mostra la posizione dell'Acaia nel Peloponneso.

### Grecia arcaica e classica
Le principali città dell'Acaia erano raggruppate in un'antica lega, dotata di importanti funzioni culturali e religiose; solo alla fine del III secolo a.C. la lega iniziò a giocare un ruolo politico di primo piano per tutta la Grecia.
Secondo Pausania, nel 688 a.C. la città di Hyperesia fu minacciata dall'esercito di Sicione; gli abitanti della città si difesero mettendo delle torce accese sulle corna delle loro capre (in greco antico: αἴγες?, àighes). I soldati di Sicione si ritirarono spaventati e gli assediati rinominarono la loro città Aigeira (in greco Aίγειρα?) in onore delle capre.
Durante il V secolo a.C. le città dell'Acaia rimasero neutrali durante le guerre persiane, così come durante i conflitti tra Sparta e Atene.
Nel 373 a.C. la città di Elice fu distrutta da un cataclisma. Pausania testimonia che furono notate delle "gigantesche colonne di fiamme" nei giorni prima del terremoto, il che potrebbe essere considerato come il primo caso documentato di luce tellurica. Il terremoto colpì la città durante la notte causando il crollo dei suoi edifici, dopodiché uno tsunami molto potente si abbatté sul golfo di Corinto inondando le rovine della città. Tutti gli abitanti di Elice morirono. Anche la città di Boura, nell'entroterra, fu distrutta dal terremoto.
Nel 367 a.C., durante la terza invasione del Peloponneso da parte di Epaminonda, le città dell'Acaia si allearono con Tebe; quando, però, gli oligarchi tornarono al potere, esse ritornarono dalla parte di Sparta, contro Tebe. Nella battaglia finale, a Mantinea (362 a.C.), gli Achei erano ancora alleati di Sparta, Atene e Mantinea.
Gli Achei fecero parte dell'alleanza, guidata da Atene e Tebe, che fu sconfitta dal re di Macedonia Filippo II nella battaglia di Cheronea (338 a.C.). In seguito fece parte della nuova lega, dominata dalla Macedonia, detta lega di Corinto.

### Periodo romano
L'Acaia fu conquistata dai Romani nel 146 a.C. L'imperatore Augusto la istituì come provincia; in generale, la regione beneficiò di diversi vantaggi politici del governo imperiale in quanto era geograficamente più vicina a Roma di altre province.
Il controllo dell'Acaia veniva esercitato dal Senato romano attraverso un propretore, che aveva sede a Corinto. Tuttavia, Roma esercitava un governo piuttosto blando sull'Acaia: non vi era infatti alcuna guarnigione militare e le attività locali dei gruppi religiosi e sociali erano ampiamente tollerate. Dopo il regno di Augusto, la provincia di Acaia fu unita a quella di Macedonia dal 15 al 55 d.C. Tale nuova provincia era controllata da un governatore romano, con sede a Mesia, lungo il Danubio.
Nel 67 l'imperatore Nerone dichiarò che la Grecia era politicamente indipendente dall'Impero romano, quindi i Greci cominciarono a governarsi autonomamente; pochi anni dopo, però, l'imperatore Vespasiano riprese il controllo della provincia, che rimase in mano ai Romani fino al sorgere dell'Impero bizantino.